# Estação Ourcq
Ourcq é uma estação da linha 5 do Metrô de Paris, localizada no 19.º arrondissement de Paris.

## Localização
A estação está situada sob a avenue Jean-Jaurès ao nível do início da rue des Ardennes.

## História
A estação foi aberta em 12 de outubro de 1942 com o lançamento da extensão da linha 5 depois da Gare du Nord para Église de Pantin.
Ela era então situada não muito longe da estação de Belleville-Villette, na linha da Petite Ceinture, fechada em 1934.
Ela deve sua denominação à sua proximidade com o início da rue de l'Ourcq, que leva o nome da vizinhança do canal de l'Ourcq que atravessa por uma ponte levadiça.
Em 2012, 3 935 070 passageiros entraram nesta estação. Ela viu entrar 3 792 001 passageiros em 2013, o que a coloca na 136ª posição das estações de metrô por sua frequência.

## Serviços aos Passageiros

### Acesso
A estação tem três acessos que levam à avenue Jean-Jaurès, cada um consistindo de uma escada fixa ornada com um candelabro Dervaux:
- O acesso 1 "rue de Lunéville", situado à direita do nº 146 da avenida;
- O acesso 2 "rue de l'Ourcq" situado em frente ao nº 159 da avenida;
- O acesso 3 "rue Adolphe-Mille", levando à direita do nº 161 da avenida.

### Plataformas

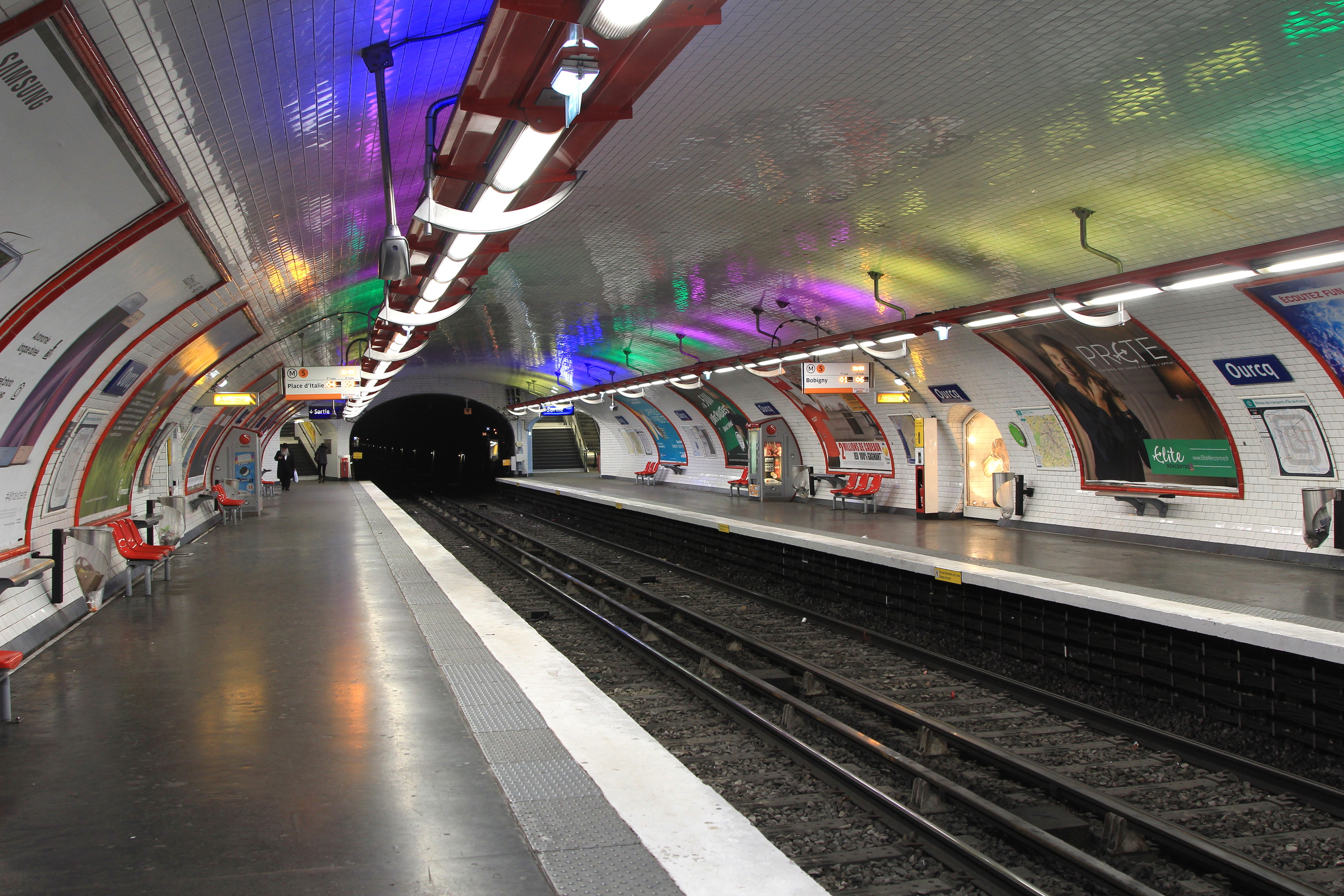
Plataformas vistas em direção a Bobigny

Ourcq é uma estação de configuração padrão: ela tem duas plataformas separadas por trilhos do metrô e a abóbada é elíptica. A decoração é no estilo "Ouï-dire" de cor vermelha: as faixas de iluminação, da mesma cor, são suportadas por consoles curvos em forma de foice. A iluminação direta é branca, enquanto a iluminação indireta, projetada no cofre, é multicolorida. Os azulejos brancos são planos e cobrem os pés-direitos, a abóbada e os tímpanos. Os quadros publicitários são vermelhos e cilíndricos e o nome da estação é escrito com a fonte Parisine em placas esmaltadas. As plataformas são equipadas com assentos "Motte" vermelhos e de banquetas "assis-debout" cinzas.
Desde o final da década de 1980, a estação expõe uma escultura em tília de Thierry Grave em um nicho incorporado à plataforma do cais em direção a Bobigny - Pablo Picasso. Ela representa a articulação de um animal fabuloso.

### Intermodalidade
A estação é servida pelas linhas 60 e 71 da rede de ônibus RATP e, à noite, pelas linhas N13, N41 e N45 da rede Noctilien.

## Pontos turísticos
- Canal de l'Ourcq
- Ponte levadiça da rue de Crimée
- Théâtre des Artisans

## Galeria de Fotografias

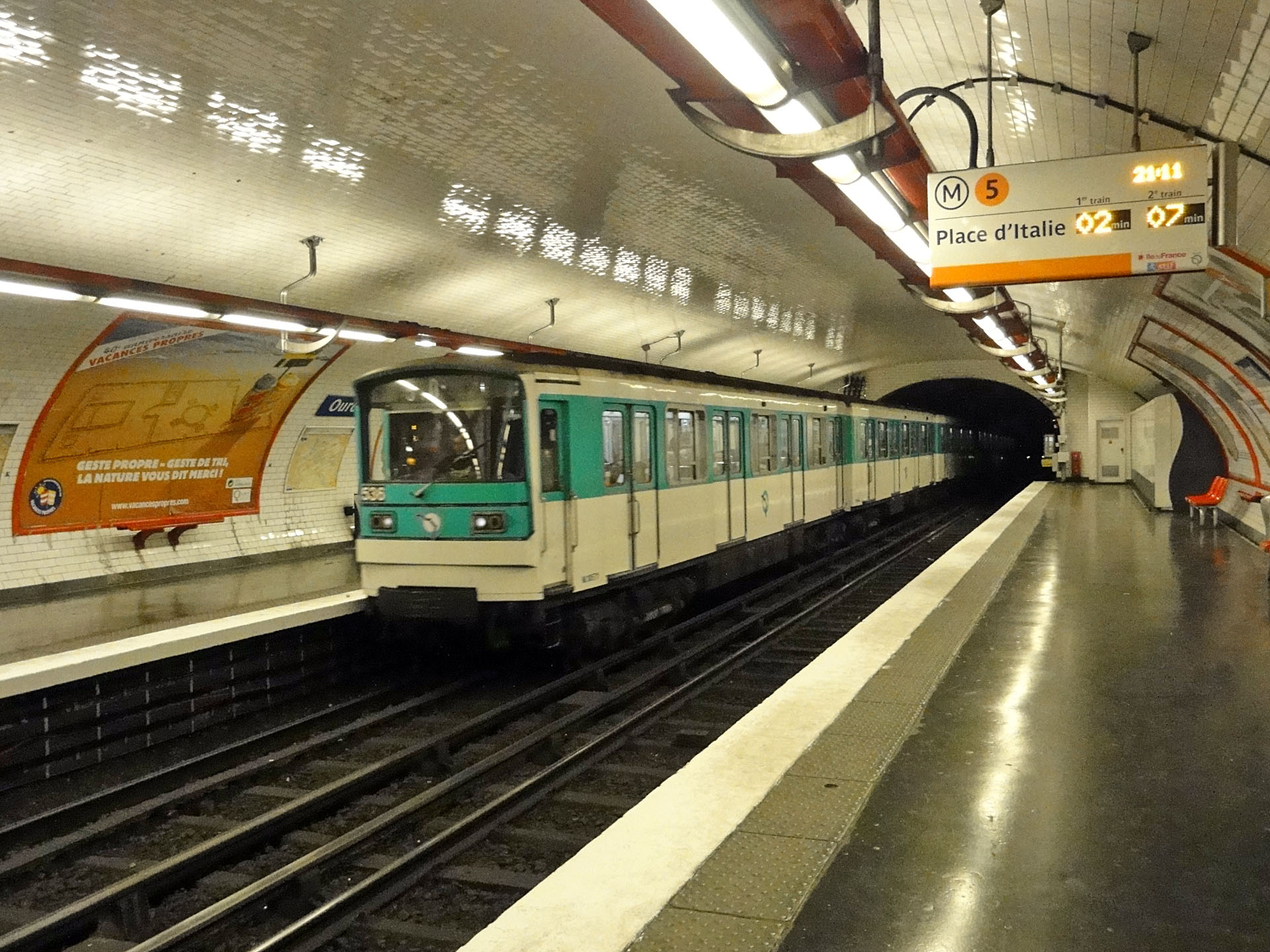
Vista do conjunto da estação.
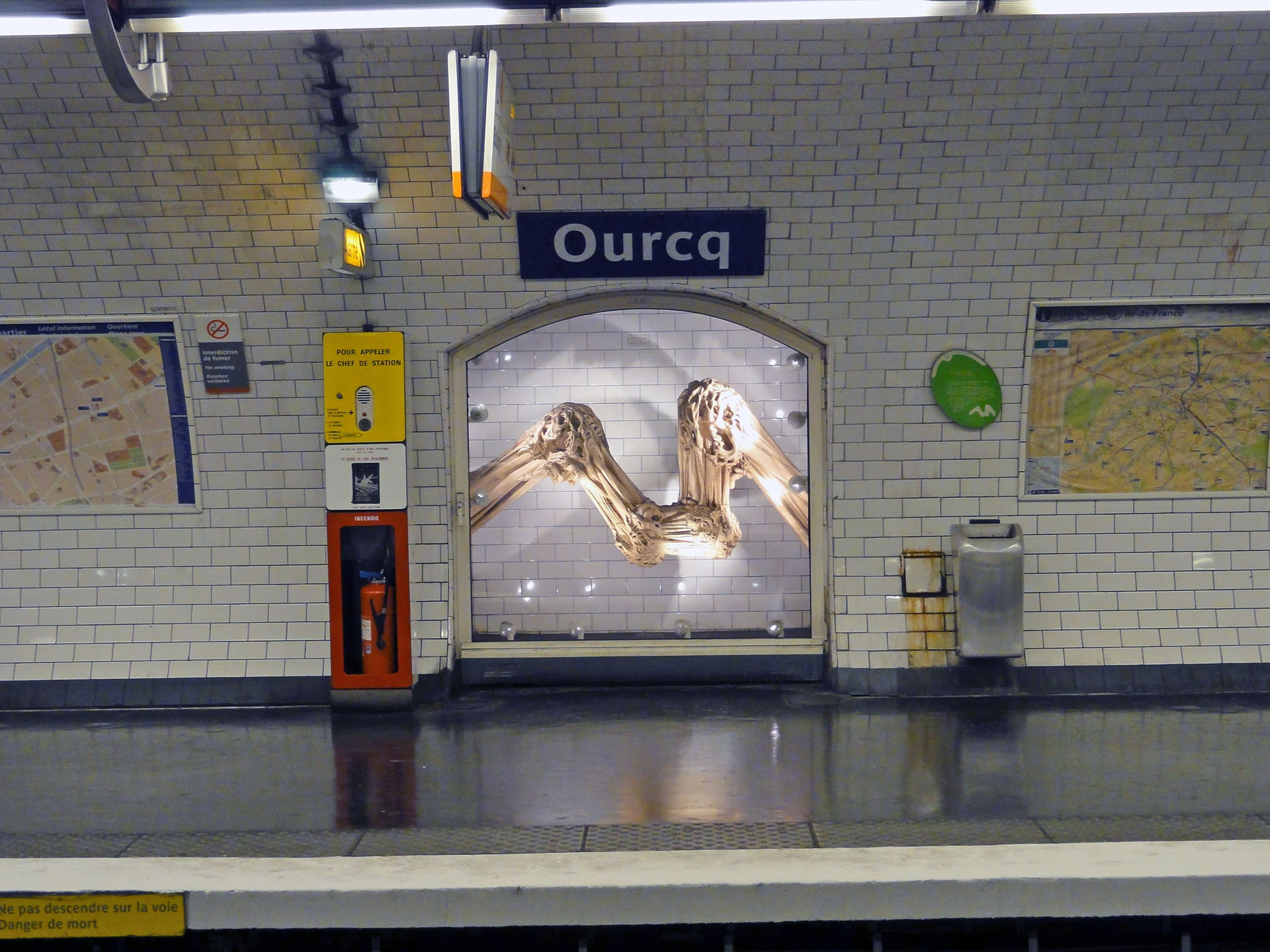
Escultura exposta na estação.
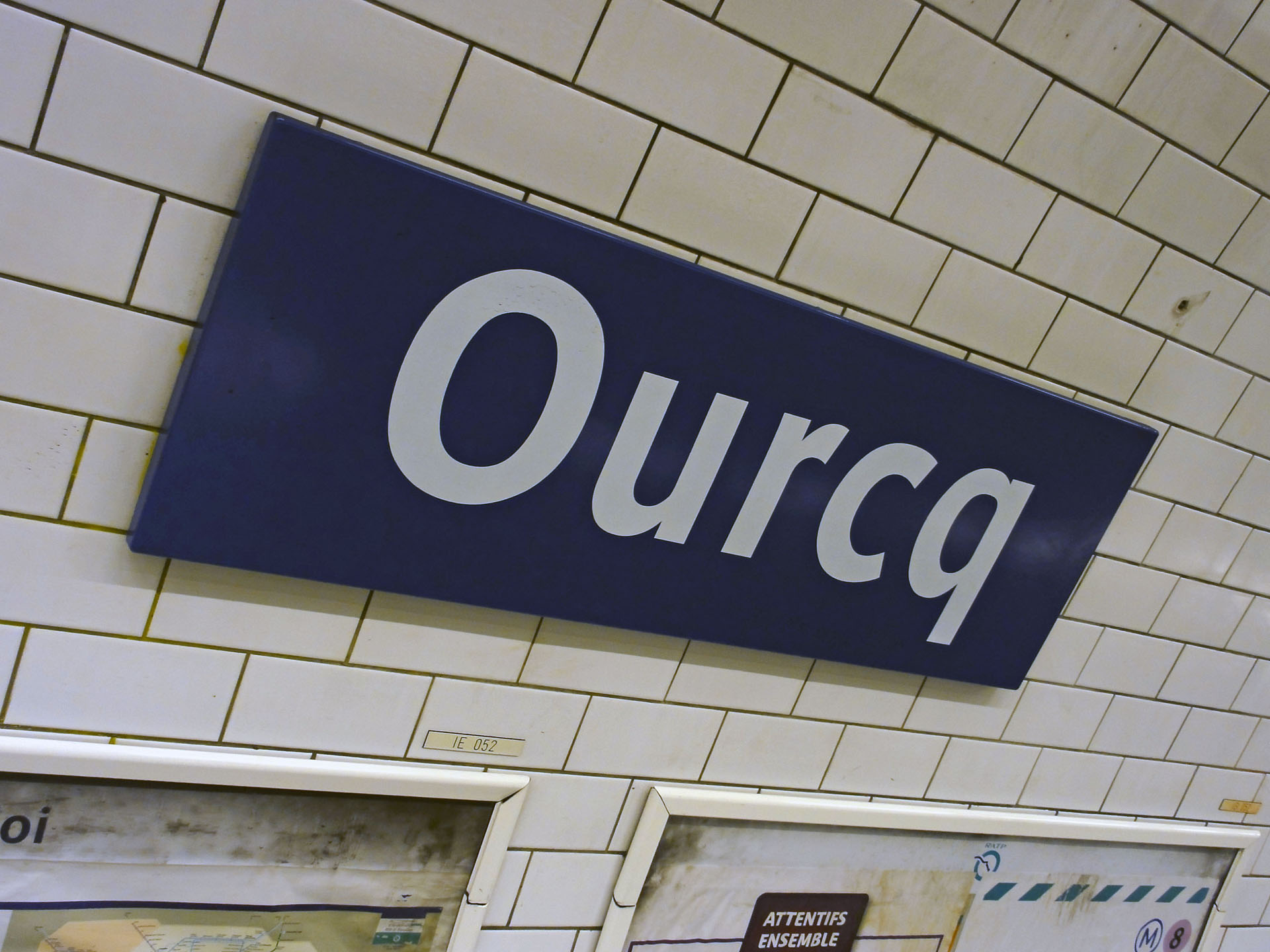
Sinalização da estação.